# Дубки (Ульяновська область)
Дубки (рос. Дубки) — селище в Базарносизганському районі Ульяновської області Російської Федерації.
Населення становить 60 осіб. Входить до складу муніципального утворення Должниковське сільське поселення.

## Історія
Від 2004 року входить до складу муніципального утворення Должниковське сільське поселення.

## Населення
| 2010 |
| ---- |
| 60   |